# Schlankschwanzhörnchen
Das Schlankschwanzhörnchen (Protoxerus aubinnii, Syn.: Allosciurus aubinnii) ist ein baumlebender Vertreter aus der Familie der Hörnchen. Gemeinsam mit dem Gemeinen Ölpalmenhörnchen (Protoxerus stangeri ) bildet es die Gattung der Ölpalmenhörnchen, gelegentlich wird es jedoch auch als einzige Art der dann monotypischen Gattung Allosciurus betrachtet.

## Merkmale
Das Schlankschwanzhörnchen ist ein großes Hörnchen und erreicht eine Kopf-Rumpf-Länge von etwa 24 Zentimetern sowie eine Schwanzlänge von etwa 30 Zentimetern. Das Gewicht liegt bei etwa 400 bis 450 Gramm. Die Hinterfußlänge beträgt 55 bis 61 Millimeter, die Ohrlänge 18 bis 21 Millimeter. Das Rückenfell ist einfarbig braun bis dunkelbraun mit rot- und gelbbraunem Einschlag ohne Streifung oder anderen Fellzeichnungen. Die Rückenhaare sind dunkelbraun mit zwei bis drei schmalen gelben Bänderungen. Der Bauch ist heller braun gefärbt. Die Ohren sind klein und rund, sie sind mit dichtem Haar bedeckt. Der mit etwa 125 % der Kopf-Rumpf-Länge sehr lange und mit etwa 35 Millimeter langen Haaren dicht behaarte Schwanz ist schwarz und zum Ende hin oberseits gelb bis gelbbraun meliert, er ist nicht buschig. Die Weibchen haben vier Paar Zitzen.
| 1 | · | 0 | · | 2 | · | 3 | = 22 |
| 1 | · | 0 | · | 1 | · | 3 | = 22 |

Der Schädel des Schlankschwanzhörnchens hat eine Gesamtlänge von 59 bis 60 Millimeter. Es besitzt im Oberkiefer pro Hälfte einen zu einem Nagezahn ausgebildeten Schneidezahn (Incisivus), dem eine Zahnlücke (Diastema) folgt. Hierauf folgen zwei Prämolare und drei Molare. Die Zähne im Unterkiefer entsprechen denen im Oberkiefer, allerdings ist hier nur ein Prämolar vorhanden. Insgesamt verfügen die Tiere damit über ein Gebiss aus 22 Zähnen. Charakteristisch ist die im Profil nach unten gebogene nasofrontale Schnauzenregion und der sehr hohe Schädel, durch den es sich auch vom Gemeinen Ölpalmenhörnchen (Protoxerus stangeri ) unterscheidet und auf dessen Basis eine eigene Gattung vorgeschlagen wird. Hinzu kommen einige weitere Schädelmerkmale wir die Ausbildung eines supraorbitalen Knotens sowie Merkmale der Fellfärbung.
Das Schlankschwanzhörnchens ähnelt dem Gemeinen Ölpalmenhörnchen (Protoxerus stangeri ), das jedoch ein gräulich gesprenkeltes Fell sowie einen buschigen Schwanz mit weißen Flecken hat. Vom Afrikanische Palmenhörnchen (Epixerus ebii) unterscheidet es sich durch das Fehlen des Roteinschlags in der Fellfarbe sowie ebenfalls durch den glatten langen und ungefleckten Schwanz.

## Verbreitung
Das Schlankschwanzhörnchen kommt in den Waldgebieten Westafrikas, vom Südosten von Sierra Leone und dem Süden Guineas über Liberia und die Elfenbeinküste, bis in den Südwesten Ghanas, vor.

## Lebensweise
Das Schlankschwanzhörnchen lebt in den Raphia-Palmen und dem Unterwuchs der Regenwälder in den Ebenen. Über seine Lebensweise liegen keine weiteren Informationen vor.

## Systematik
Das Schlankschwanzhörnchen wird als eigenständige Art innerhalb der Gattung der Ölpalmenhörnchen (Protoxerus) eingeordnet, die aus ihm und dem Gemeinen Ölpalmenhörnchen (Protoxerus stangeri ) gebildet wird. Die wissenschaftliche Erstbeschreibung stammt von John Edward Gray aus dem Jahr 1873 anhand eines Individuums aus der Ashanti Region in Ghana, der die Art als Myrsilus aubinnii beschrieb. Teilweise wurde die Art in die eigene Gattung Allosciurus Conisbee, 1953, eingeordnet. Der Artzusatz im wissenschaftlichen Namen ehrt den Tiersammler Herr Aubinn aus Fantee.
Innerhalb der Art werden zwei Unterarten unterschieden, Die Nominatform Protoxerus aubinnii aubinnii kommt in Elfenbeinküste und Ghana vor, Protoxerus aubinnii salae lebt in Sierra Leone, Guineas und Liberia.

## Bestand und Gefährdung, Schutz
Das Schlankschwanzhörnchen wird von der International Union for Conservation of Nature and Natural Resources (IUCN) aufgrund fehlender Daten über den Bestand und die Biologie der Art in keine Gefährdungsstufe eingeordnet, sondern mit dem Hinweis „data deficient“ gelistet. Gefährdungsursachen sind nicht bekannt, allerdings wurden die Wälder im Norden Guineas teilweise stark reduziert.

## Belege
1. 1 2 3 4 5 6  Richard W. Thorington Jr., John L. Koprowski, Michael A. Steele: Squirrels of the World. Johns Hopkins University Press, Baltimore MD 2012; S. 246–247. ISBN 978-1-4214-0469-1
2. 1 2 3 4  Chad E. Shennum, Richard W. Thorington: Allosciurus aubinnii, Slender-tailed Squirrel (Aubinn’s Squirrel). In: Jonathan Kingdon, David Happold, Michael Hoffmann, Thomas Butynski, Meredith Happold und Jan Kalina (Hrsg.): Mammals of Africa Volume III. Rodents, Hares and Rabbits. Bloomsbury, London 2013, S. 41; ISBN 978-1-4081-2253-2.
3. 1 2 3 4  Peter Grubb: Genus Allosciurus, Slender-tailed Squirrel. In: Jonathan Kingdon, David Happold, Michael Hoffmann, Thomas Butynski, Meredith Happold und Jan Kalina (Hrsg.): Mammals of Africa Volume III. Rodents, Hares and Rabbits. Bloomsbury, London 2013, S. 40; ISBN 978-1-4081-2253-2.
4. 1 2  Protoxerus aubinnii in der Roten Liste gefährdeter Arten der IUCN 2013.1. Eingestellt von: Decher, J. & Grubb, P., 2008. Abgerufen am 1. November 2013.
5. 1 2 3 4  Don E. Wilson & DeeAnn M. Reeder (Hrsg.): Protoxerus aubinnii in Mammal Species of the World. A Taxonomic and Geographic Reference (3rd ed).
6. ↑  Beolens, Watkins & Grayson: The Eponym Dictionary of Mammals. JHU Press, 2009, S. 20 (Aubinn).